# 争取人民解放运动
争取人民解放运动（西班牙語：Movimiento para la Liberación de los Pueblos，缩写为MLP）是危地马拉的一个政党。2016年12月8日，该党成立；2018年11月21日，成为注册政党。该党的政治立场是左翼至极左翼。该党的意识形态是土著主义、社会主义、21世纪社会主义。该党的领袖是Thelma Cabrera，总书记是Alfredo González。

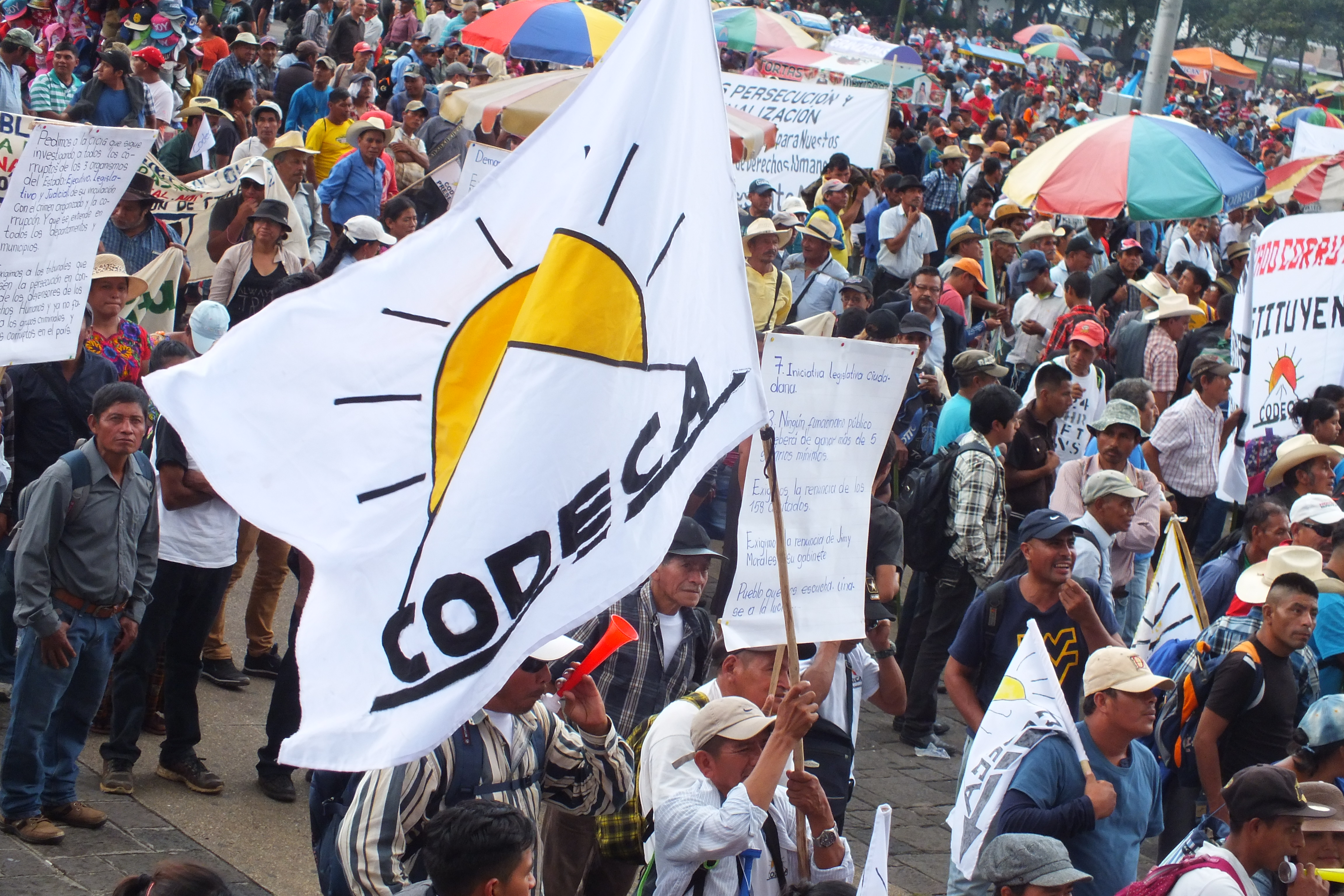
2018年抗议中的的小农发展委员会

该党成员多来自小农发展委员会（Comité de Desarrollo Campesino，CODECA），小农发展委员会与种子运动是2015年危地马拉抗议以来两股最主要的抗争力量。该党认为危民革联和温纳克政治运动无法代表土著人民。